# Syspasis carinator
Syspasis carinator är en stekelart som först beskrevs av Fabricius 1798.  Syspasis carinator ingår i släktet Syspasis och familjen brokparasitsteklar. Utöver nominatformen finns också underarten S. c. rufipes.